# IC 777
IC 777 је спирална галаксија у сазвјежђу Береникина коса која се налази на листи објеката дубоког неба у Индекс каталогу.
Деклинација објекта је + 28° 18' 34" а ректасцензија 12h 19m 23,6s. Привидна величина (магнитуда) објекта IC 777 износи 13,6 а фотографска магнитуда 14,4. IC 777 је још познат и под ознакама UGC 7363, MCG 5-29-52, CGCG 158-64, KUG 1216+285, IRAS 12168+2835, PGC 39663.